# Партія зелених України
Партія зелених України — політична екологічна партія України, заснована 30 вересня 1990 р. в Києві групою активістів Всеукраїнської екологічної асоціації «Зелений світ». Зареєстрована у травні 1991 року.
Одна з найстарших партій України. Електорально була успішною в кінці 90-х років. Пізніше партія стала маргінальною на національному рівні, представники партії присутні у регіональних і місцевих органах влади.
Діяльність партії Зелених України базується на принципах демократії, гуманізму, поваги до прав та інтересів людини незалежно від її соціального статусу, національності чи походження. Партія стверджує, що майбутнє України у запереченні агресивного технократизму, раціональному використанні ресурсів, в узгодженні інтересів різних соціальних груп, у беззастережній відмові від насильства над людиною і природою, а вищими цінностями є життя і свобода.

## Символіка
Символіка Партії Зелених України -  зображення комбінованого знаку, композиція якого складається із стрічки зеленого кольору, на тлі якої в два рядки розташований словесний вираз «партія зелених» темно-зеленого кольору, причому слова трохи находять одне на одне, та зображення соняшника жовтого кольору, яке знаходиться праворуч від виразу; вираз «партія зелених» виконаний літерами українського алфавіту.
Прапор партії Зелених України (скорочено - ПЗУ) являє собою полотно зеленого кольору прямокутної форми (довжина якої в 1,5 рази більше, ніж ширина) із зображенням у лівому верхньому куті комбінованого знаку, композиція якого складається із розташованого в два рядки словесного виразу «партія зелених» темно-зеленого кольору, причому слова трохи находять одне на одне, та зображення соняшника жовтого кольору, яке знаходиться праворуч від виразу; вираз «партія зелених» виконаний літерами українського алфавіту.

## Історія

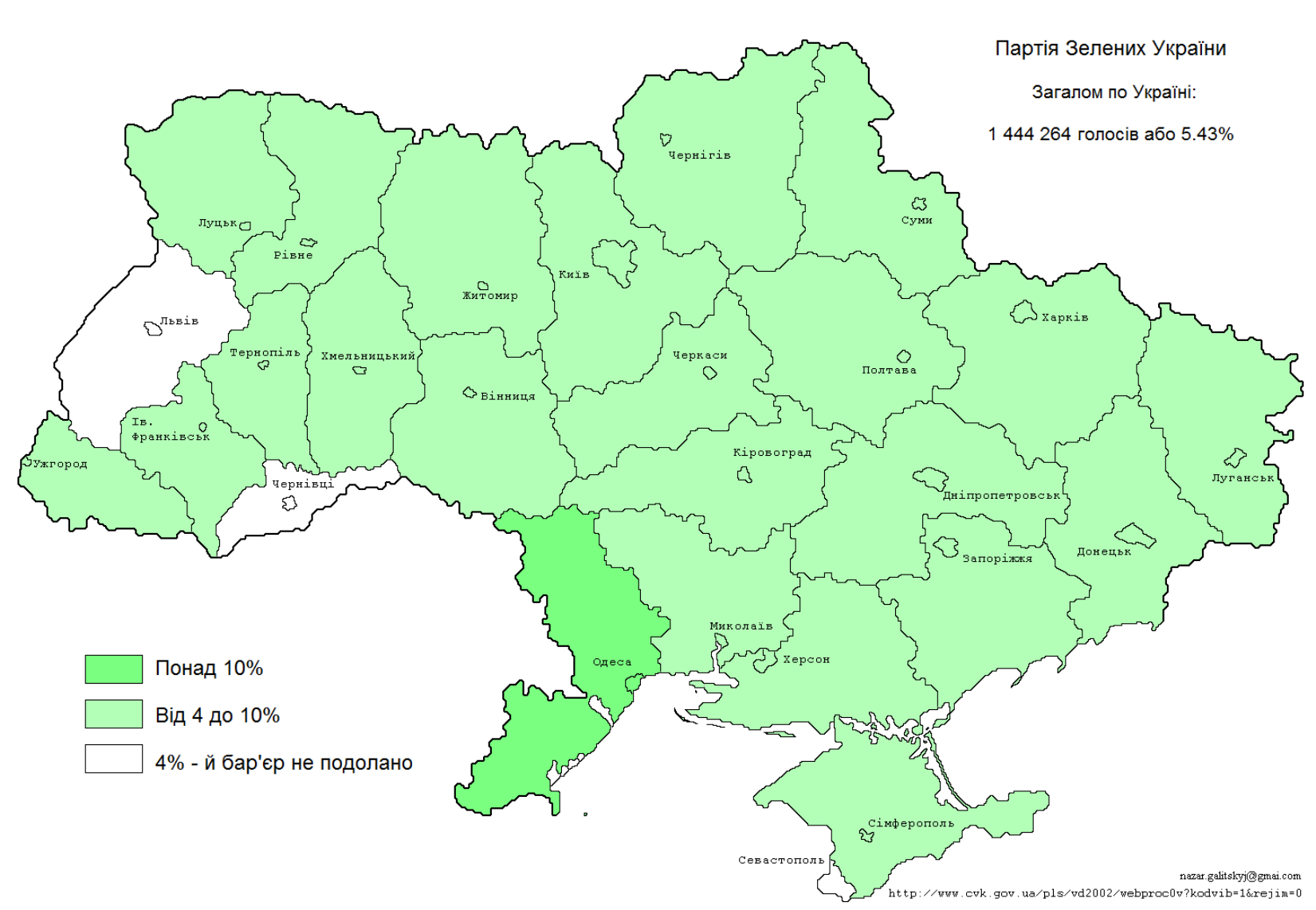
Результати виборів до ВР України. 1998 рік. Найбільше досягнення Партії зелених України в Історії України.

Перший (установчий) з'їзд ПЗУ відбувся 30 вересня 1990 р. в Києві. Ініціаторами створення партії — нової політичної сили в УРСР  — стала група активістів Всеукраїнської екологічної асоціації «Зелений світ» (асоціація створена в 1987 р., продовжує працювати до сьогодні).
24 травня 1991 р. Партія Зелених України офіційно зареєстрована Міністерством юстиції України. 

### Вибори

#### Президентські
У травні 1999 р. Віталій Кононов взяв участь в президентських виборах як кандидат від ПЗУ.
У липні 2004 р. ХІ з'їзд ПЗУ висунув Віталія Кононова кандидатом на пост Президента України. 23 вересня 2004 року Центральна Координаційна Рада Партії ухвалила рішення про відмову від подальшої участі у виборчій кампанії. Того ж дня Віталій Кононов звернувся в Центральну виборчу комісію із заявою про зняття своєї кандидатури. У другому турі президентських виборів 2004 р. ПЗУ підтримала кандидатуру Віктора Ющенка.

#### Парламентські

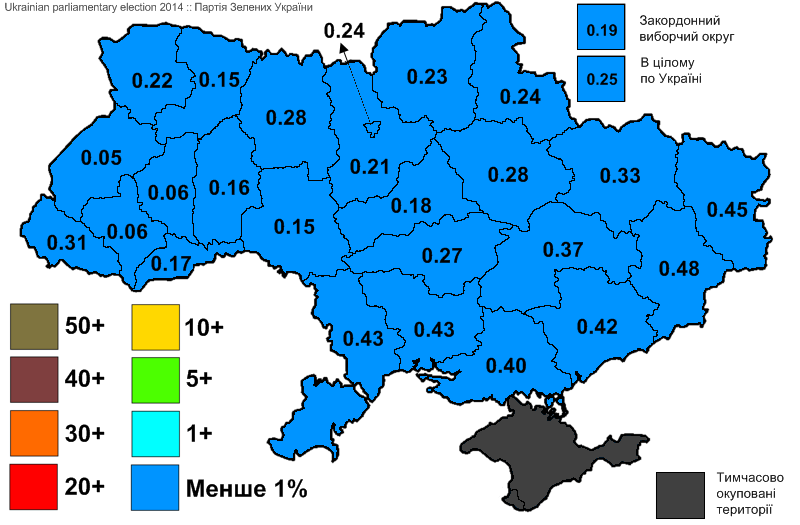
Результати виборів до ВР України. 2014 рік.

На парламентських виборах 1998 р. ПЗУ отримала 1 444 264 голосів виборців (5,4354%), що дало партії 19 депутатських мандатів. Партія Зелених України була серед восьми політичних партій, що подолали виборчий бар'єр, отримала підтримку виборців у всіх регіонах України, крім Львівської та Чернівецької областей.
Фракція ПЗУ у Верховній Раді третього скликання існувала та працювала всі чотири роки роботи парламенту.
На виборах у 2002 році за ПЗУ проголосувало 1,3% виборців, на парламентських виборах 2006-го — 137 858 виборців (0,5%). З 45 учасників виборчого процесу Партія Зелених України посіла 14 місце.
На парламентських виборах 2007 р. партія зазнала невдачі з результатом 0,4%.
Партія Зелених України не входила у жодні політичні блоки.
25 травня 2011 р. новим головою партії обраний Денис Москаль. Був головою партії до вересня 2014.
Партія брала участь у парламентських виборах 2012 р., де отримала 0,35% голосів та не потрапила до ВР України.
На парламентських виборах 2014 р. партія отримала 0,24% голосів.

## Структура

### Склад
Вищим органом партії є з'їзд. Постійно діючі органи партії — Центральна Координаційна Рада, Політрада, Секретаріат, обласні, районні, міські, сільські організації ПЗУ.
Станом на 1 липня 2009 р. діє 26 обласних організацій та 561 місцева організація ПЗУ. Членами партії є майже 28 тис. людей.

### Керівництво
- Щербак Юрій Миколайович — голова партії (1990 — 1992)
- Кононов Віталій Миколайович — голова партії (1992 — 2006)
- Костерін Володимир Олександрович — голова партії (4 серпня 2006 — 24 грудня 2009)
- Кондратюк Тетяна Вікторівна — голова партії (24 грудня 2009 — 25 травня 2011)
- Москаль Денис Денисович — голова партії (25 травня 2011 — 2014)
- Кононов Віталій Миколайович — голова партії (2014 - дотепер)

## Діяльність

### В Україні
З березня 1999 р. по липень 2001 р. заступник голови ПЗУ Олег Шевчук очолював Державний комітет зв'язку та інформатизації України.
З липня 2001 по листопад 2002 р. Міністерство екології та природних ресурсів України очолював заступник голови ПЗУ Сергій Курикін.

### Міжнародна
У січні 1994 р. ПЗУ стала членом Європейської Федерації Зелених партій. ПЗУ — учасник усіх з"їздів ЄФЗП: у Відні (1994), Парижі (1998), Берліні (2002), Римі (2004).
В квітні 2000 р. у Канберрі (Австралія) відбувся Перший Всесвітній Конгрес Зелених. ПЗУ — серед засновників всесвітньої організації Зелених — Global Greens
У травні 2003 р. голова Політради ПЗУ Сергій Курикін обраний до комітету Європейської Федерації Зелених партій — керівного органу ЄФЗП.
У лютому 2004 р. у Римі на Капітолійському пагорбі відбулася церемонія підписання документів про створення Партії Зелених Європи. Від імені ПЗУ відповідні документи підписав голова Віталій Кононов. ПЗУ стала однією з засновників та повноправних членів Партії Зелених Європи
ПЗУ підтримує постійні контакти з Зеленими понад 80 країн світу.

## Критика
За словами історика Ендрю Вілсона, у цей час (парламентські вибори 1998 р.) партія була більше притулком для олігархів, ніж Партією зелених (бізнесмени домінували у виборчому списку партії).
На піку популярності ПЗУ політичні опоненти й експерти звинувачували партію, що вона фінансується великими промисловцями — власниками металургійних підприємств — чиї заводи завдають серйозної шкоди довкіллю. Керівники партії всі звинувачення відкидали.